# Saint-Sauvy
Saint-Sauvy è un comune francese di 374 abitanti situato nel dipartimento del Gers nella regione dell'Occitania.

## Società

### Evoluzione demografica
Abitanti censiti